# Lijst van personen overleden in augustus 2015
Dit is een lijst van bekende personen die zijn overleden in augustus 2015.

## Augustus

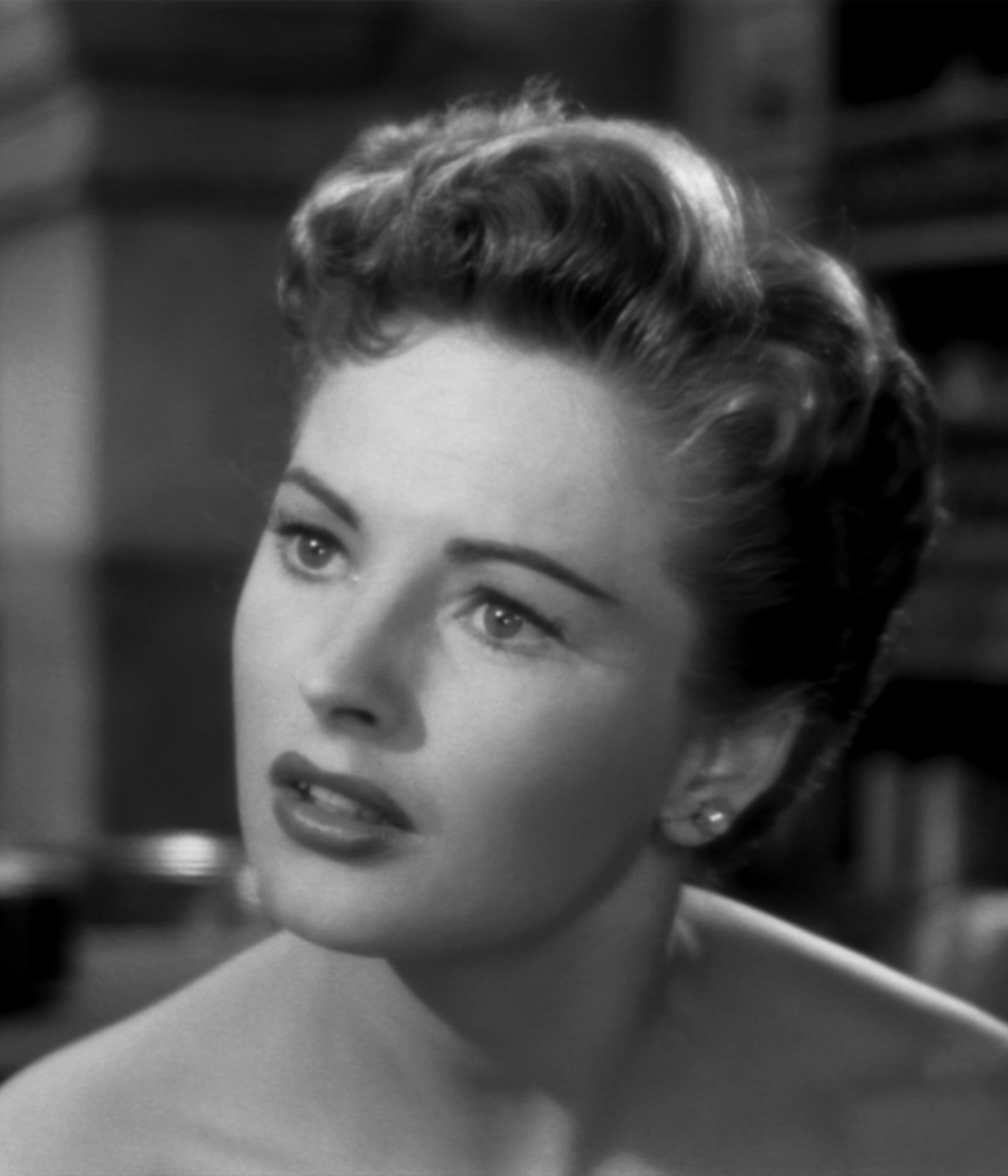
Coleen Gray
3 augustus

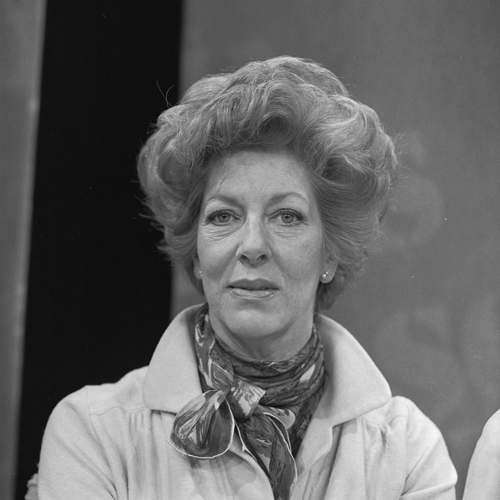
Ellen Vogel
5 augustus

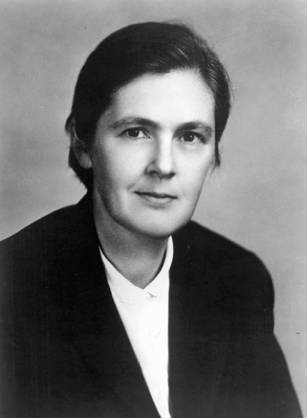
Frances Oldham Kelsey
7 augustus

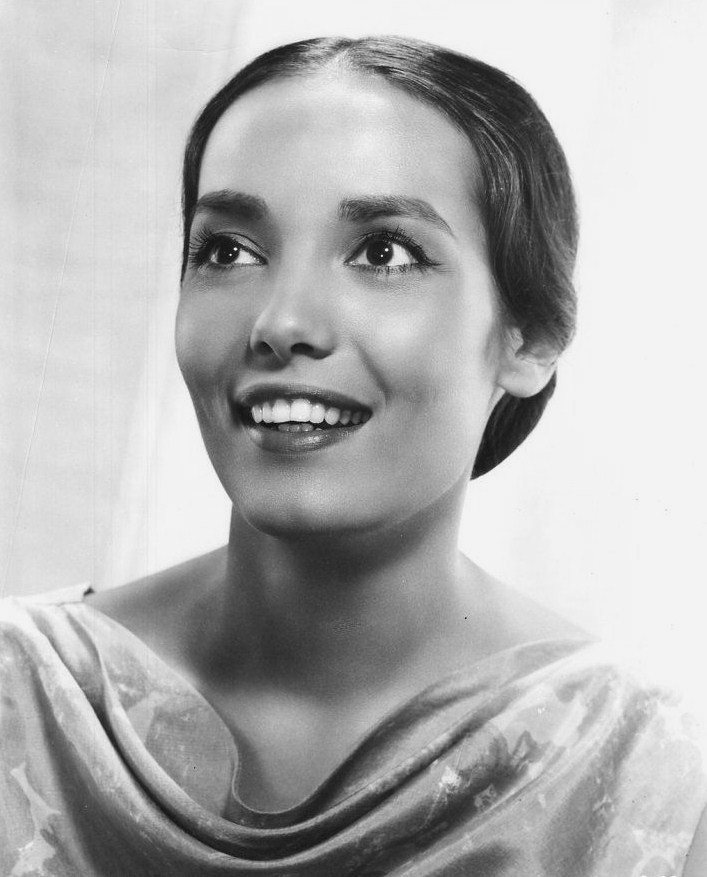
Anna Kashfi
16 augustus

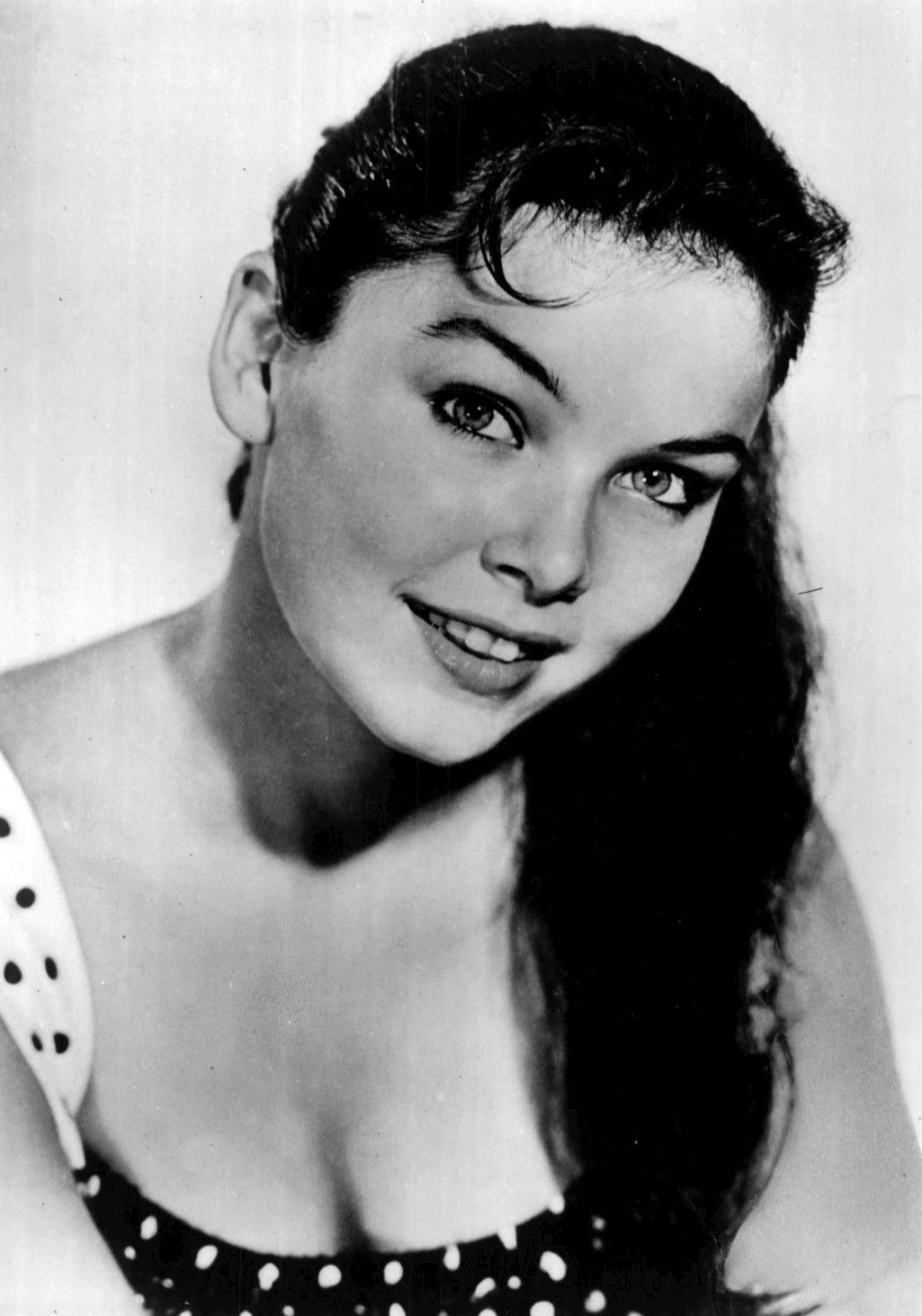
Yvonne Craig
17 augustus

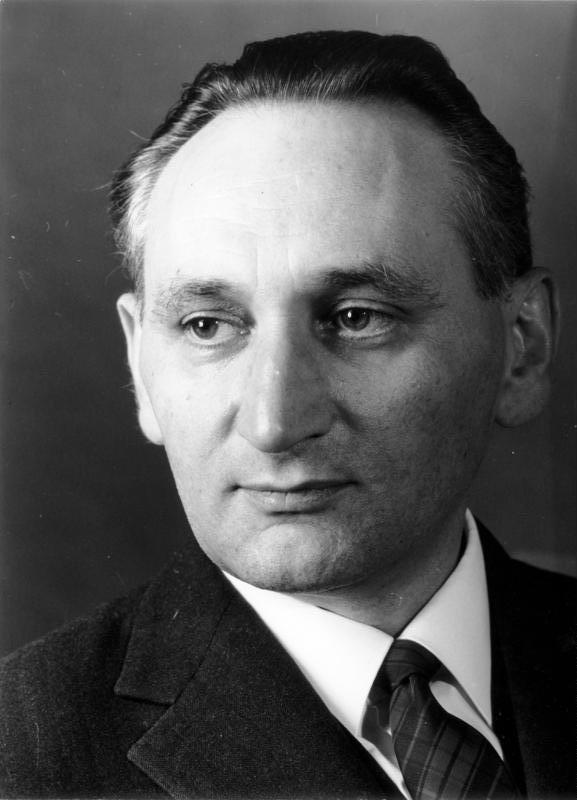
Egon Bahr
20 augustus

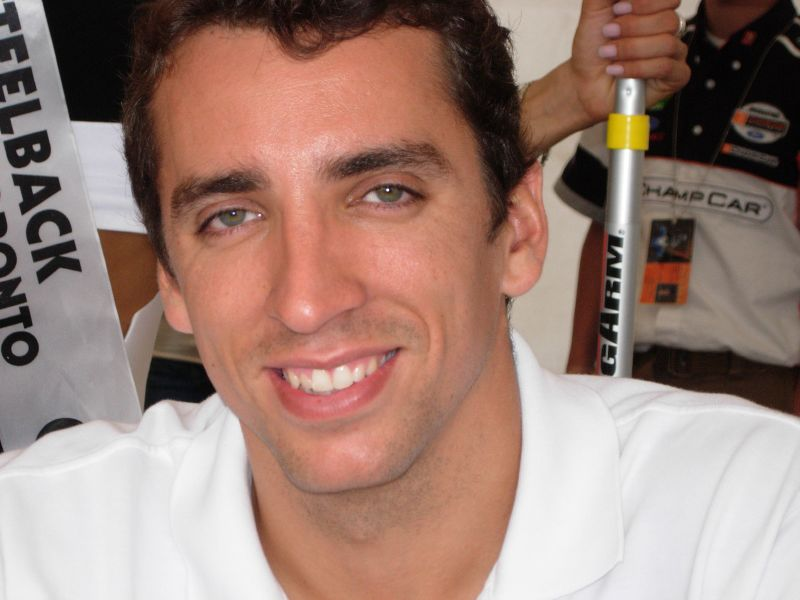
Justin Wilson
24 augustus

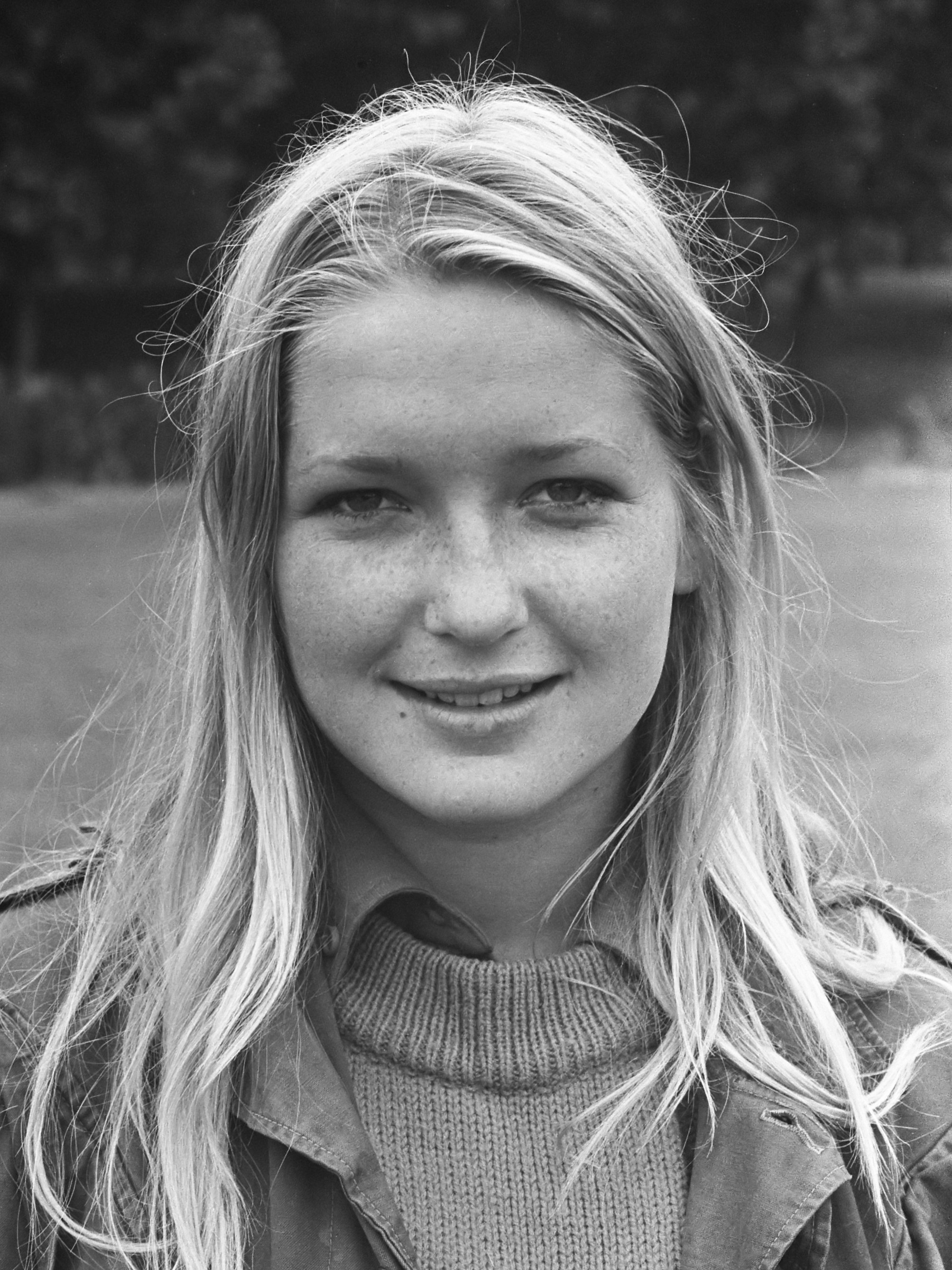
Willy Stähle
27 augustus

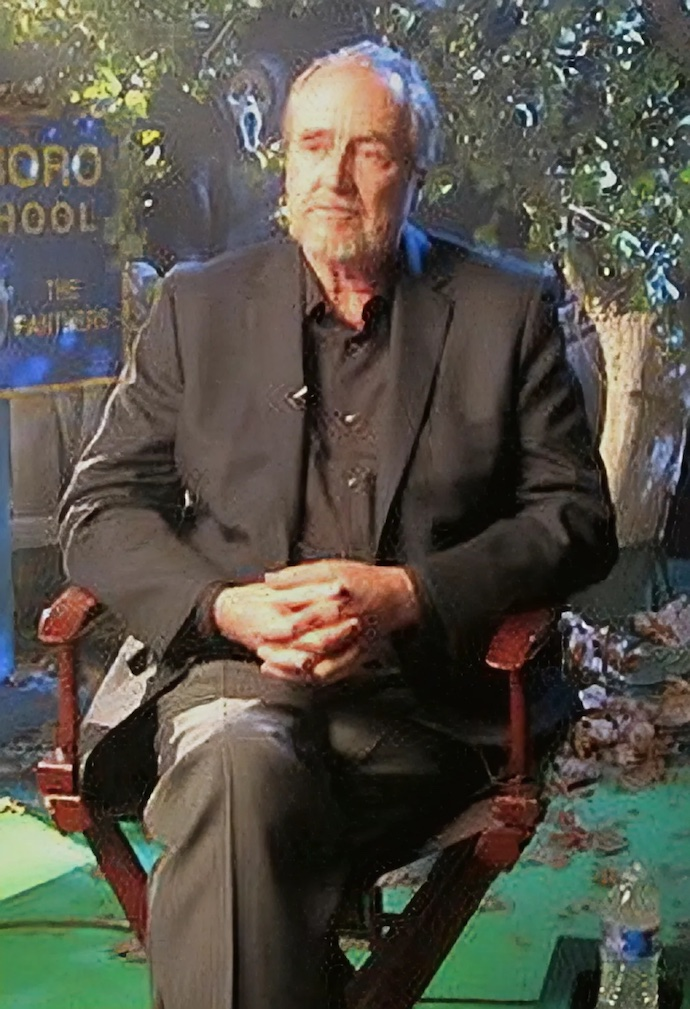
Wes Craven
30 augustus

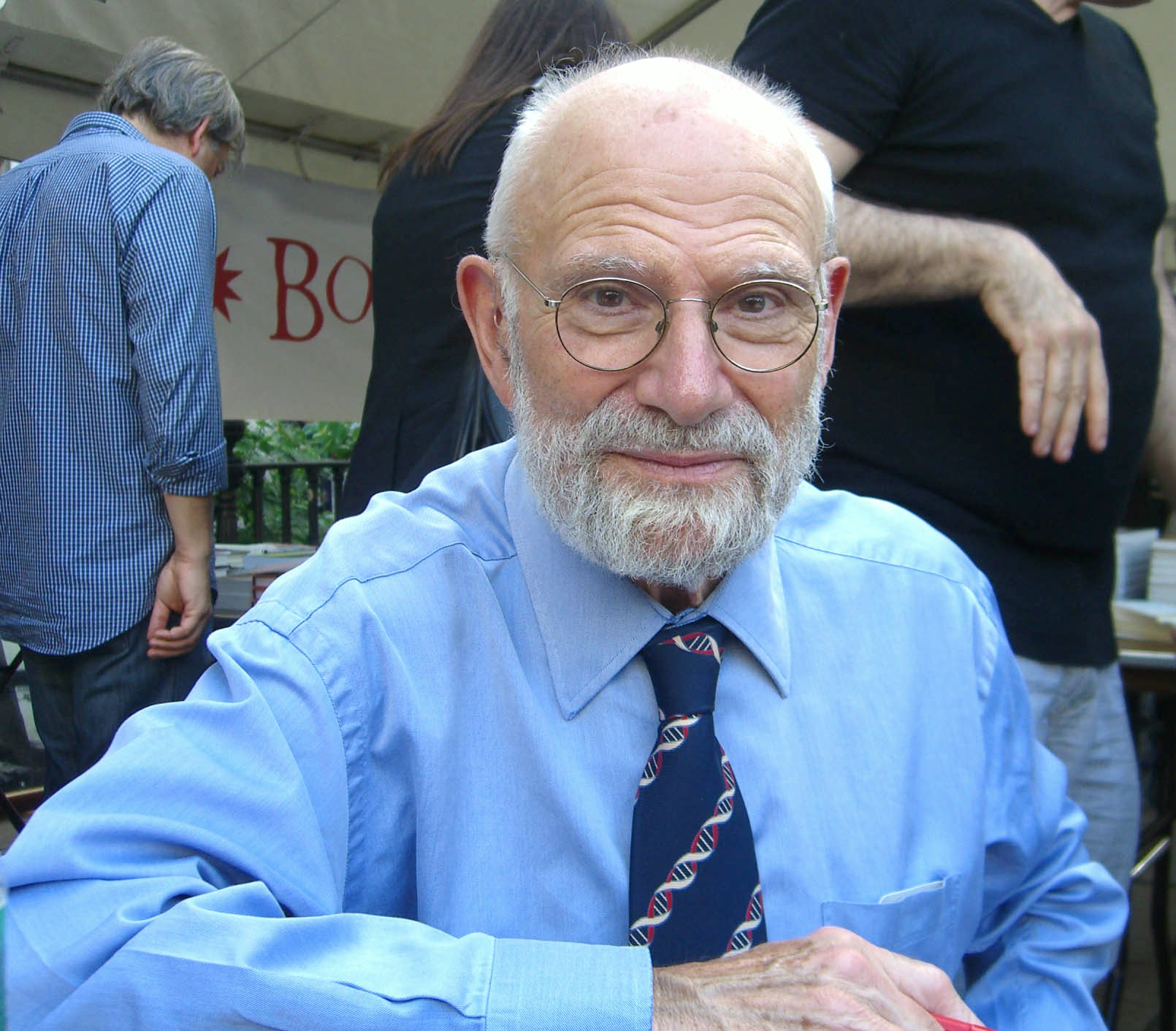
Oliver Sacks
30 augustus

| 1 | 2 | 3 | 4 | 5 | 6 | 7 | 8 | 9 | 10 | 11 | 12 | 13 | 14 | 15 | 16 | 17 | 18 | 19 | 20 | 21 | 22 | 23 | 24 | 25 | 26 | 27 | 28 | 29 | 30 | 31 |
| - | - | - | - | - | - | - | - | - | -- | -- | -- | -- | -- | -- | -- | -- | -- | -- | -- | -- | -- | -- | -- | -- | -- | -- | -- | -- | -- | -- |

### 1 augustus
- Stephan Beckenbauer (46), Duits voetballer[1]
- Cilla Black (72), Brits zangeres en televisiepresentatrice[2]
- Chiara Pierobon (22), Italiaans wielrenster[3]

### 2 augustus
- Sammy Cox (91), Schots voetballer[4]
- Piet Fransen (79), Nederlands voetballer[5]
- Natalia Moltsjanova (53), Russisch vrijduikster[6]

### 3 augustus
- Robert Conquest (98), Brits-Amerikaans dichter en historicus[7]
- Coleen Gray (92), Amerikaans actrice[8]
- Arnold Scaasi (85), Canadees modeontwerper[9]

### 4 augustus
- Theo van Els (79), Nederlands hoogleraar en rector magnificus[10]

### 5 augustus
- George Cole (90), Brits acteur[11]
- Ellen Vogel (93), Nederlands actrice[12]

### 6 augustus
- Jan van Bommel (81), Nederlands burgemeester[13]

### 7 augustus
- Frances Oldham Kelsey (101), Canadees-Amerikaans farmacoloog[14]
- Louise Suggs (91), Amerikaans golfer en medeoprichtster van de Ladies Professional Golf Association[15]

### 8 augustus
- Bert Bruijn (66), Nederlands burgemeester[16]

### 9 augustus
- John Henry Holland (86), Amerikaans computerwetenschapper en professor[17]
- Wálter López (37), Hondurees voetballer[18]

### 10 augustus
- Buddy Baker (74), Amerikaans autocoureur[19]
- Karst Hoogsteen (91), Nederlands/Amerikaans biochemicus en kristallograaf[20]
- Jan Montyn (90), Nederlands schilder, tekenaar, graficus en dichter[21]
- Eriek Verpale (63), Belgisch schrijver en dichter[22]

### 11 augustus
- Arturo Macapagal (72), Filipijns sportschutter en topman[23]
- Harald Nielsen (73), Deens voetballer[24]

### 12 augustus
- Pierre Jansen (85), Frans componist van filmmuziek[25]
- Stephen Lewis (88), Brits acteur[26]

### 13 augustus
- Watban Ibrahim al-Tikriti (62 of 63), Iraaks minister en presidentieel adviseur[27]

### 14 augustus
- Leo de Bever (85), Nederlands architect[28]
- Denise De Weerdt (85), Belgisch historica, bibliothecaris en feministe[29]
- Wilte Mulder (87), Nederlands burgemeester[30]

### 15 augustus
- Rafael Chirbes (66), Spaans schrijver[31]
- Max Greger (89), Duits bigbandleider, jazzmuzikant, dirigent en saxofonist[32]

### 16 augustus
- Jacob Bekenstein (68), Amerikaans-Israëlisch natuurkundige[33]
- Anna Kashfi (80), Brits actrice[34]
- Peter Sigmond (83), Nederlands architect[35]

### 17 augustus
- Loek Alflen (81), Nederlands worstelaar[36]
- Agapito Aquino (76), Filipijns topman en politicus[37]
- Yvonne Craig (78), Amerikaans actrice[38]
- Eduardo Guerrero (87), Argentijns roeier[39]
- László Paskai (88), Hongaars kardinaal[40]

### 18 augustus
- Bud Yorkin (89), Amerikaans regisseur, producent en acteur[41]

### 19 augustus
- Doudou N'Diaye Rose (85), Senegalees drummer en bandleider[42]
- Theo Sondrejoe (59), Surinaams districtscommissaris.[43]

### 20 augustus
- Egon Bahr (93), Duits politicus[44]
- Armin zur Lippe (91), Duits prins[45]

### 21 augustus
- Ton Alblas (75), Nederlands politicus[46]

### 22 augustus
- Eric Thompson (95), Brits autocoureur[47]

### 23 augustus
- Guy Ligier (85), Frans rugbyspeler en formule 1-coureur[48]

### 24 augustus
- Cees van Kooten (67), Nederlands voetballer en voetbaltrainer[49]
- Justin Wilson (37), Brits autocoureur[50]

### 25 augustus
- Hans van Beers (73), Nederlands bestuurder[51]

### 26 augustus
- Peter Kern (66), Oostenrijks acteur, regisseur en filmproducent[52]
- Francisco San Diego (79), Filipijns bisschop[53]

### 27 augustus
- Joan Garriga (52), Spaans motorcoureur[54]
- Willy Stähle (61), Nederlands waterskiester[55]
- Nelly de Vries-Lammerts (110), oudste mens van Nederland[56]

### 28 augustus
- Ariane Meijer (48), Nederlands actrice, presentatrice en schrijfster[57]
- Guido Terryn (72), Belgisch roeicoach[58]
- Józef Wesołowski (67), Pools aartsbisschop en nuntius[59]

### 29 augustus
- Wayne Dyer (75), Amerikaans schrijver en psychotherapeut[60]

### 30 augustus
- Wes Craven (76), Amerikaans filmregisseur[61]
- Oliver Sacks (82), Brits neuroloog[62]
- Héctor Silva (75), Uruguayaans voetballer[63]

### 31 augustus
- Ger Verrips (86), Nederlands schrijver[64]

### Datum onbekend
- Milan Nikolic (86), Joegoslavisch voetballer en voetbaltrainer[65]